# عبيد الشعر
طبقة من الشعراء لا يحبون الارتجال، بل ينقحون أشعارهم قبل عرضها، فيظهر في شعرهم أثر التنقيح والرويَّة.

## معنى عبيد الشعر
معنى (عبيد الشعر) أن الشعر استعبدهم واستفرغ جهدهم. وقد يكون لفظ (العبيد) اشتق من الفعل عبِد بمعنى لزم.

## أمثلة على عبيد الشعر
من أشهر عبيد الشعر:
1. زهير بن أبي سلمى
2. الحطيئة
3. كعب بن زهير

## الحوليات
هي قصائد ينظمها عبيد الشعر عادةً وينقحوها ويعرضوها في حول كامل. وقد سُمِّيت قصائد زهير الطويلة مثلًا بالحوليات فمعلقة زهير هي إحدى حولياته.